# 杜家骥
杜家骥（1949年—），天津武清区河西务镇人，南开大学历史学院教授，清史专家。
1978年考入南开大学历史系，1985年硕士研究生毕业，留校任教。研究方向以明清史为主，涉及中国古代政治制度、人际交往礼俗、明清中外关系、清代财政、八旗制度、满族、皇族及满蒙关系方面。曾任南开大学历史学院教授、博士生导师，清史研究室主任，现已退休。